# Mexikói verébsármány
A mexikói verébsármány (Spizella wortheni) a madarak osztályának verébalakúak (Passeriformes) rendjébe és a verébsármányfélék (Passerellidae) családjába tartozó faj.

## Rendszerezése
A fajt Robert Ridgway amerikai ornitológus írta le 1884-ben.

## Előfordulása
Mexikó területén honos, az Amerikai Egyesült Államokból már kihalt. Természetes élőhelyei a szubtrópusi és trópusi magaslati gyepek és cserjések. Állandó, nem vonuló faj.

## Megjelenése
Testhossza 14 centiméter.

## Természetvédelmi helyzete
Az elterjedési területe kicsi, egyedszáma 250-999 példány közötti és csökken. A Természetvédelmi Világszövetség Vörös listáján veszélyeztetett fajként szerepel.